# 剱沢

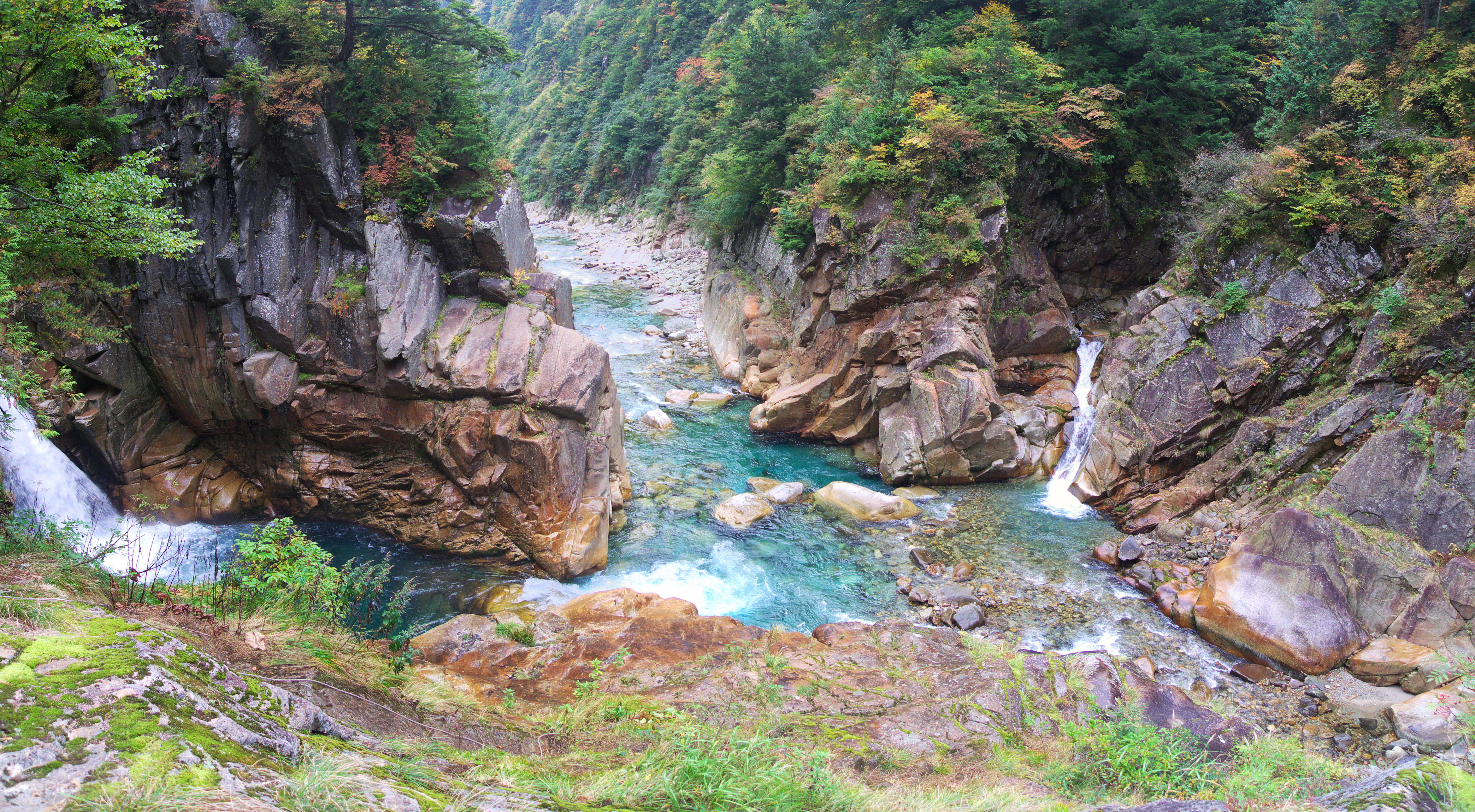
十字峡。剱沢は西側（画像左）から黒部川に合流する。

剱沢（つるぎさわ）は、富山県中新川郡立山町を流れる河川で黒部川の一次支流。黒部川四大支流のひとつに数えられる。一級河川の指定上端は北股との合流点で、登録名は剣沢川である。江戸時代の絵図では剱谷や剣沢谷と表記されているのもある。

## 地理
剱岳の南に位置する別山に源を発し北東へ流れ、「二股」で剱岳東面の三ノ窓氷河および小窓氷河を源流とする北股を合わせ流路を東に変え、落差140 mの剱大滝を下り、黒部峡谷の十字峡で黒部川に合流する。
南北に走る剱岳の主稜線の東側はすべて剱沢の流域である。源流域は万年雪によって削られた見晴らしの良い土地となっている反面、下流部は黒部川本流同様の深い峡谷をなしている。

## 別山平

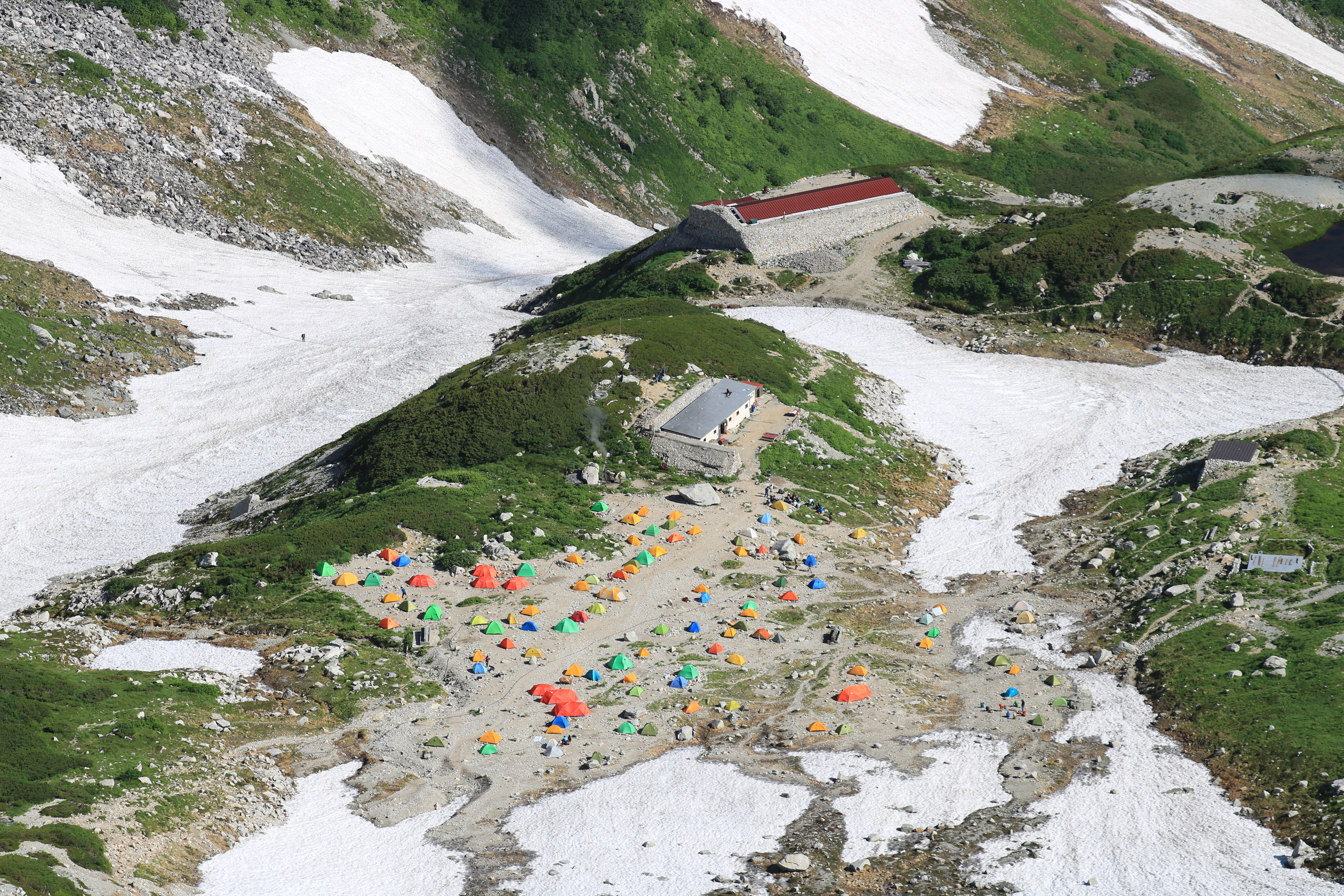
別山から見下ろす剱澤小屋とキャンプ指定地

剱沢南股源流の標高約2,450 - 2,550 mのカールの底にあたる平地は別山平（古くは三田平とも）と呼ばれ、剱岳が展望できる。
別山平には、1924年（大正13年）開設で剱岳で最も古い山小屋の「剱澤小屋」（つるぎさわごや）がある。所在地は富山県中新川郡立山町芦峅寺ブナ坂外11国有林剱沢。野営地「剱沢キャンプ場」があり、バイオトイレと飲料可能な水場を備えている。同キャンプ場利用に際しては協力金として1,000円（2023年時点）が徴収される。そのほか富山県警察山岳警備隊の詰所なども置かれ、剱岳登山における代表的な拠点となっている。

### 主な施設
- 剱澤小屋
- 剱沢キャンプ場
- 野営場管理事務所
- 山岳警備隊詰所
- 国立登山研修所夏山前進基地
- 剱沢小屋雪崩事故慰霊塔「六字塚」

## 支流

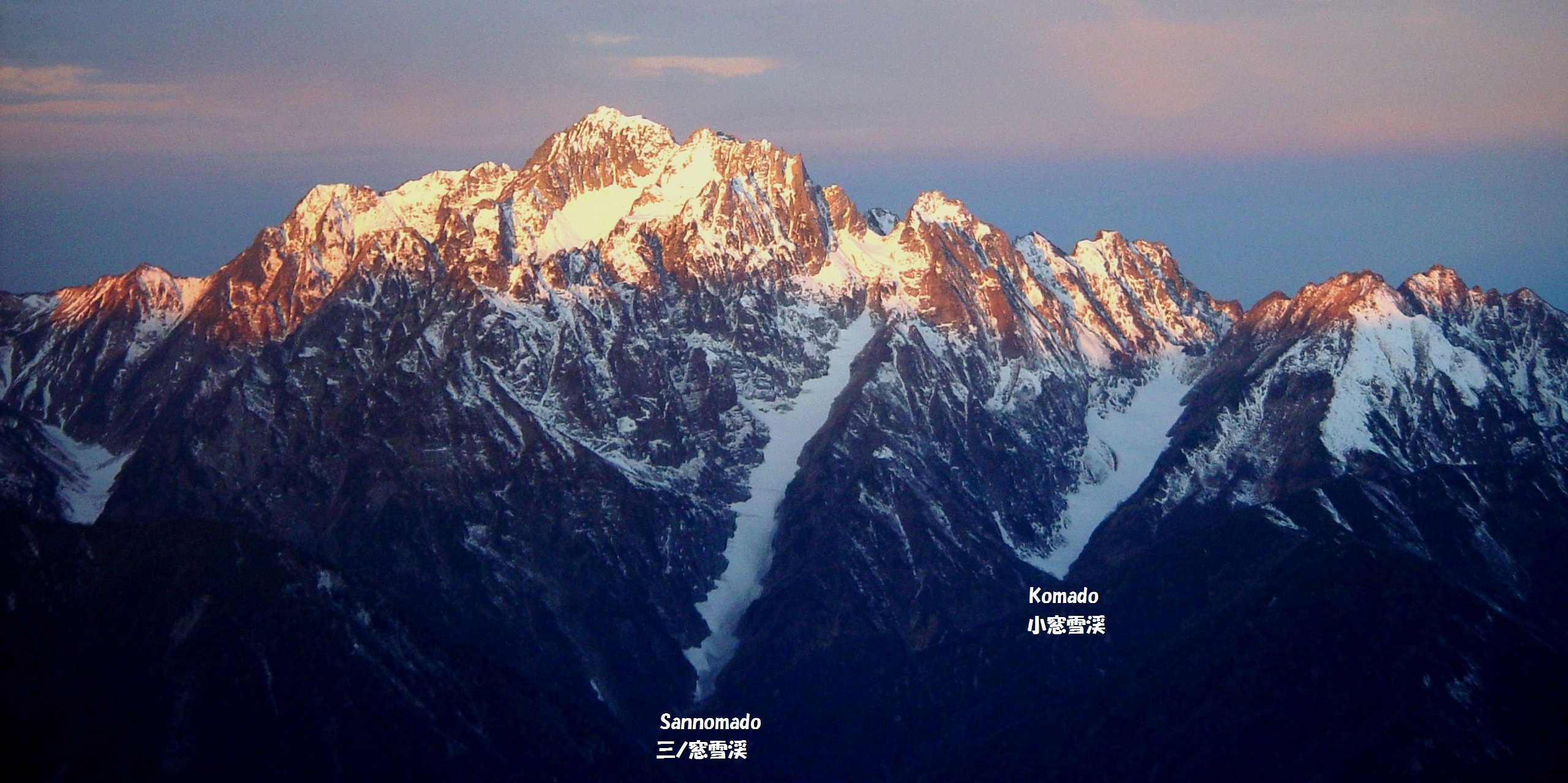
剱岳の東斜面にある三ノ窓氷河と小窓氷河

- 武蔵谷
- 平蔵谷
- 長次郎谷
- 別山谷
- 真砂沢
- 三ノ窓氷河
- 小窓氷河
- カガミ谷